# Gavignano (Italia)
Gavignano è un comune italiano di 1 866 abitanti della città metropolitana di Roma Capitale nel Lazio.

## Geografia fisica

### Territorio
Sorge su un piccolo promontorio situato alla confluenza fra i fiumi Rio e Sacco, a nord del Monte Lupone, nei monti Lepini, presso la Fonte Meo, la quale, situata nel territorio di Gavignano, vanta particolari qualità diuretiche.

### Clima
- Classificazione climatica: zona D, 1935 GR/G

## Storia

### Dalle origini al Medioevo
Le ipotesi sulla fondazione di Gavignano sono tre. Quella riferita ad Aulo Gabinio, senatore romano che per primo avrebbe fissato la propria dimora sul colle che, da lui, prese il nome di Gabinianum. Quella attribuita al soldato romano Gabinius, seguace di Mario il Giovane, sconfitto da Silla nella battaglia di Sacriporto dell'82 a.C., e infine quella legata ad un cittadino non meglio identificato dell'antica Gabii, colonia romana fortificata da Silla.
L'ipotesi storicamente più accettabile è la prima. L'origine romana del paese è avvalorata dai reperti archeologici (su tutti un mosaico alessandrino appartenente ad una villa romana), relativi alla zona di Rossilli, e da antichi documenti che provano la presenza di ville patrizie lungo le vie consolari. Da questo nucleo originario si svilupparono altri modesti insediamenti, per lo più ulteriori ville e appositi casolari destinati alla custodia delle stesse.
Il fenomeno del Monachesimo e delle Abbazie (tra cui quella di Rossilli, nel frattempo divenuta tale) favoriscono un'ulteriore aggregazione sul territorio. Viene fondata una chiesa. La quale, in stretta correlazione con la citata Abbazia, e sotto la sua giurisdizione, incrementa ulteriormente lo sviluppo del paese. In questa cornice, tra i secoli V e VIII, sorgono nuovi insediamenti.
A seguito delle scorribande saracene del IX secolo, lo Stato della Chiesa, da cui Gavignano dipende, si organizza per difendersi. Tutti i beneficiari dei suoi possedimenti, ordinati ormai in grandi latifondi, cominciano ad erigere delle roccaforti. Nascono così i primi castelli e le prime Abbazie fortificate, fenomeno che, nel Lazio Meridionale del secolo X, diventa fittissimo. Gavignano assume, in tal modo, le sembianze del castrum. Tale parola – di origine latina e dalla duplice accezione di accampamento e castello – indica la conformazione urbanistica che assumono i paesi nel medioevo. Il borgo che sorge sul colle si presta perfettamente a questa metamorfosi.
Sono due gli elementi essenziali del castrum: la cinta muraria e il mastio. La prima è adibita alla difesa esterna, il secondo è destinato ai soldati di vedetta e, nei primi tempi, a dimora del Signore. Le mura sono edificate su una pianta trapezoidale costituita dalle stesse abitazioni e chiusa da due porte dalle caratteristiche differenti: quella napoletana (o anagnina), isolata; e quella romana, incorporata nelle costruzioni. Il mastio è costituito da una costruzione in muratura a forma di torre, su un impianto quadrangolare posto nel punto più elevato all'interno delle mura, con accesso dalla parte esposta a nord.
Nei secoli successivi, attorno al mastio, viene edificato il Palazzo Baronale. Caratteristica che assurge a terza peculiarità del castrum medioevale.

### Il dominio dei Conti

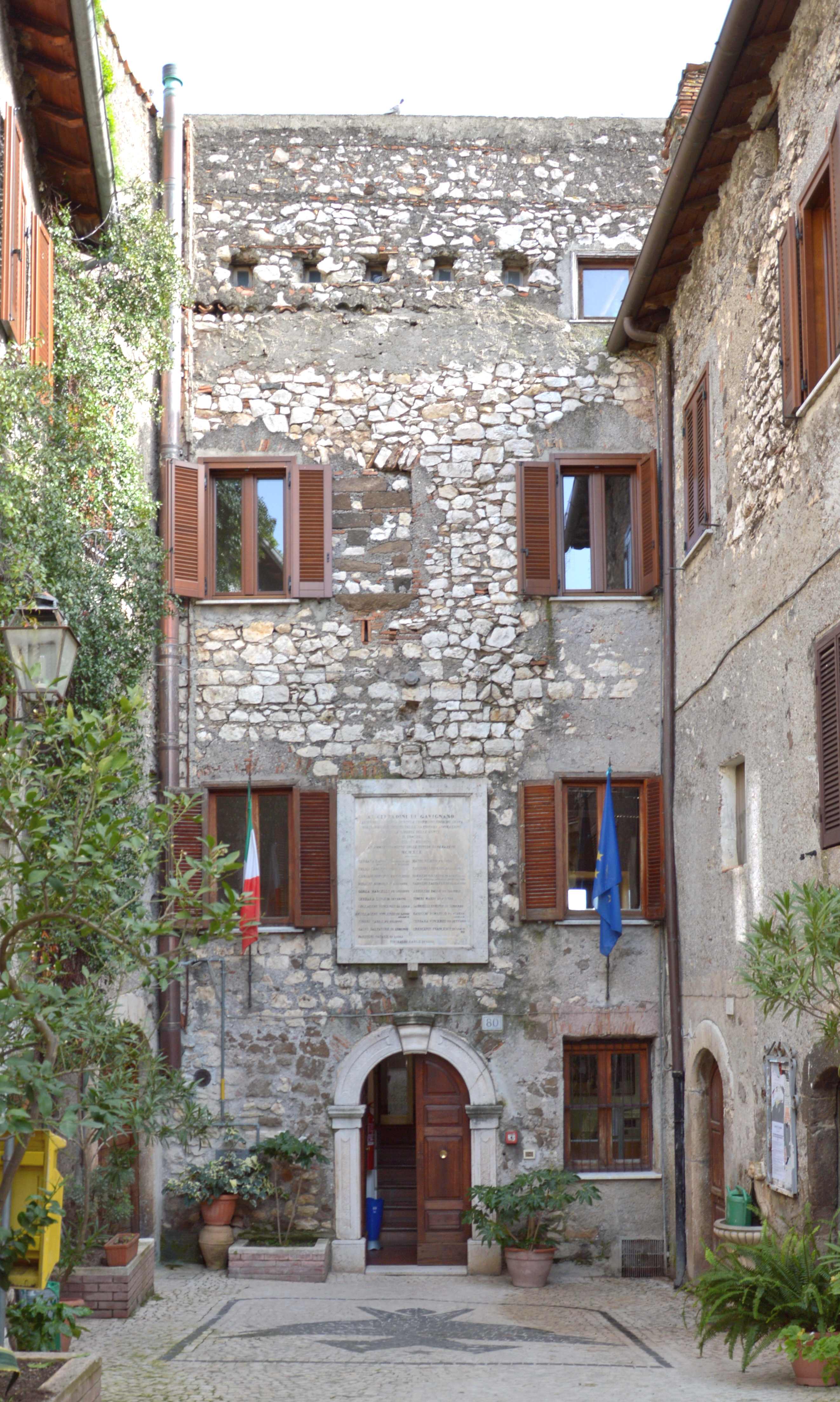
Comune di Gavignano

Il 10 luglio 1161 è una data fondamentale per Gavignano, in questa data viene redatto il primo documento ufficiale in cui si menziona il paese. Si tratta della bolla pontificia di Alessandro III con la quale si conferma che il castrum, con tutti i suoi beni, è di pertinenza dell'Abbazia dei SS. Vincenzo ed Anastasio ad Aqua Salvias (Tre Fontane). Anche Gavignano entra nella fase feudale.
In questo periodo un nome, o meglio un casato, importante compare nel suo destino: Conti.
Si ritiene che la loro stirpe sia di origine Germanica. Hanno assunto il patronimico “Conti” trasformandolo dal titolo governativo di Conte che assumevano sui territori sottoposti alla loro giurisdizione. Questa famiglia ha sempre ottenuto dai Papi, sin dalla formazione dello Stato della Chiesa, importanti incarichi politici, soprattutto nelle Province di Campagna. Uno dei suoi membri, nato a Gavignano nel 1160, diventerà Pontefice con il nome di Innocenzo III.
Il feudo di Gavignano sarà assoggettato ai Conti di Segni, ai Conti Tuscolani e ai Conti di Valmontone.
Nei secoli successivi Gavignano subisce ripetuti saccheggi e devastazioni. Quella di Mattia d'Anagni nel 1266 nell'ambito della guerra tra i baroni delle terre di Campagna, alcuni fedeli al papato, altri all'impero. Quella di Nicola Conti e suo figlio Giovanni nel 1313 che devastano l'intero territorio danneggiando il borgo e il castello. E la più terribile, quella del 1495. La cornice è lo scontro tra Carlo VIII e lo Stato Pontificio, amplificato dalle contrapposizioni delle grandi famiglie romane. I Conti di Gavignano si schierano con il Papa. Le truppe d'oltralpe mettono a ferro e fuoco le contrade. Distruggono totalmente il borgo e quelli di Montelanico e Gorga. Il castello di Gavignano sarà ricostruito dal cardinale Francesco Conti, sotto il pontificato di Leone X (1513-1525). Un'altra pesante devastazione avviene nel 1557, quando i Colonna, alleati degli spagnoli nella lotta contro il Papa, assalgono i castelli dei Conti. Quello di Gavignano è il primo a capitolare. Il paese è vittima di un pesante saccheggio. L'esercito pontificio subisce una gravissima disfatta ed il paese viene totalmente distrutto.

### Gli Aldobrandini

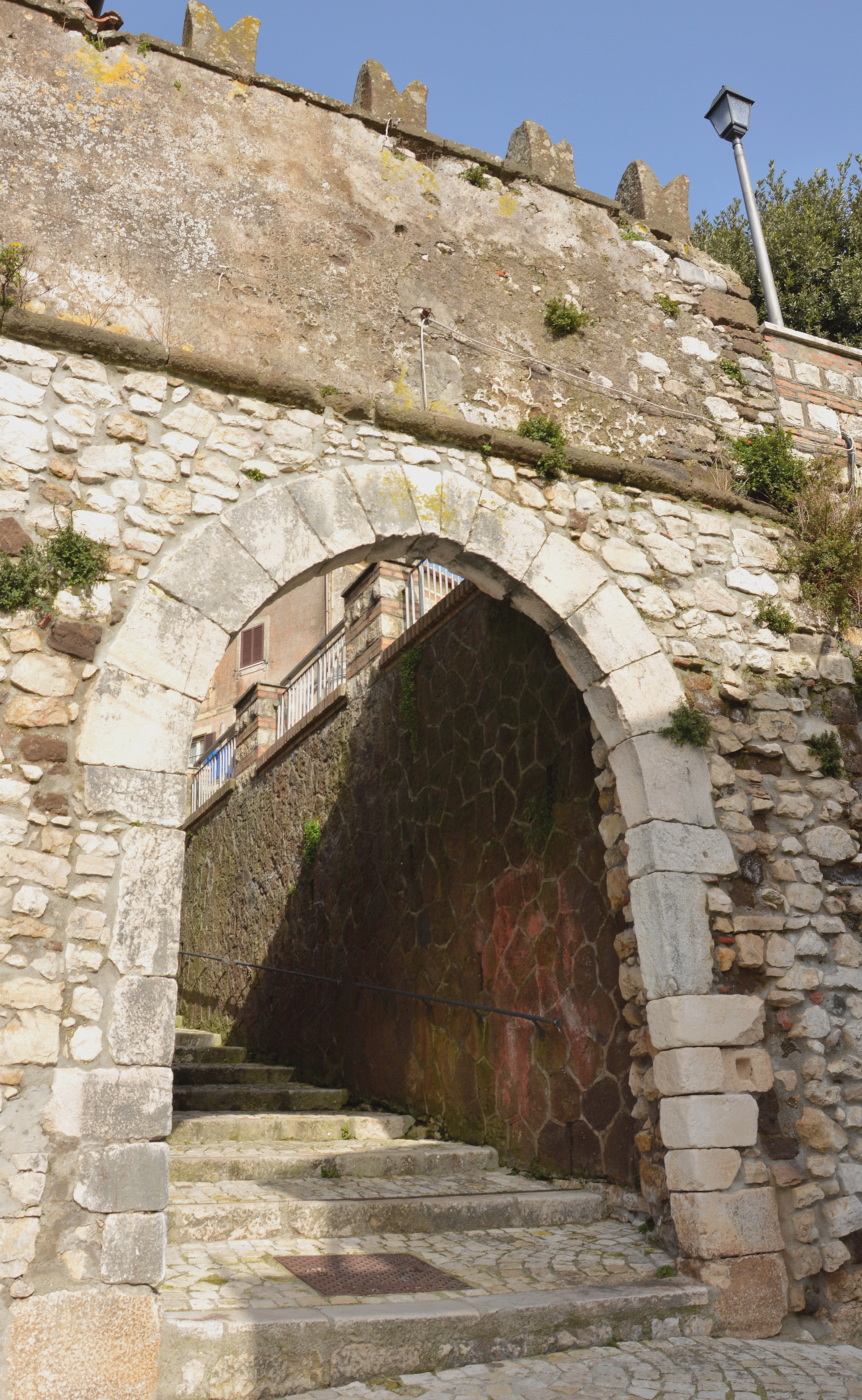
Porta Napoletana

Nel 1597 l'intero feudo passa dalla famiglia Conti a quella degli Aldobrandini. Il primo titolare gavignanese di questa nuova era è il Cardinale Pietro. Questi, nel 1608 emana i Bandi generali, documenti con i quali concede alla Comunità il potere di autogestione amministrativa. Per la prima volta, pur nella soggezione del Signore,l'interesse collettivo è affidato ai rappresentanti della comunità.
Nel 1615 la titolarità del feudo passa ad Olimpia Aldobrandini, nipote di Pietro. Nel 1637 gli subentra la nipote Olimpia II, nel 1666 diventa signore di Gavignano Giovanni Battista Pamphili, figlio di seconde nozze di Olimpia II.
Il 1700 si caratterizza come un secolo molto florido. Moltissimi “lavori pubblici” modernizzano il borgo. Tra i tanti spicca la realizzazione della nuova Chiesa, dotata di organo e pulpito, con l'installazione nella torre campanaria del nuovo orologio. Alla fine del secolo scoppia la Rivoluzione Francese e gli echi di quegli eventi solenni giungono fino al borgo. Tanto che, addirittura, anche a Gavignano si costituisce una fazione giacobina, organizzata attorno al medico condotto locale.
Ma in questo periodo un altro avvenimento segna molto più direttamente il paese: il miracolo del 9 luglio 1796.
Tra la fine del XVIII secolo e l'inizio del XIX, due importanti avvenimenti storici si ripercuotono sulle contrade: la repubblica romana del 1798 e l'annessione alla Francia del 1809. Le conseguenze amministrative sono inevitabili. Durante la repubblica romana il territorio, sull'esempio francese, è diviso in otto Dipartimenti; le zone vengono incluse in quello del Circeo, con capoluogo Anagni.
Dopo l'annessione alla Francia, il Dipartimento del Lazio è diviso in Sottoprefetture; Gavignano è inserito in quella di Velletri. Il Lazio diventa parte integrante dell'Impero francese di conseguenza, sottostando alla sua legge, beneficia di tutte le disposizioni che hanno contribuito alla limitazione dei privilegi feudali. Ma c'è l'altra faccia della medaglia. Ossia le esose tassazioni e i pesanti oneri per il mantenimento delle truppe. In questo periodo viene rafforzato e migliorato l'ospedale, sottratto alla Confraternita che lo gestiva.

### Dall'800 alla II Guerra Mondiale
Nel 1814 Pio VII torna sovrano dello Stato della Chiesa. Nel 1816 il sistema feudale viene abolito in tutto il territorio dello Stato. Il Principe Francesco Borghese Albobrandini rinuncia ai diritti feudali su Gavignano, conservando per sé e per i suoi successori il titolo onorifico e i beni patrimoniali.
Nel 1826 viene varato il progetto per la costruzione del Cimitero nei pressi della Chiesa del Calvario. Gavignano, come Comune libero, entra a far parte della Legazione di Frosinone e dal 1831 di quella di Velletri.
Nel 1861 viene proclamato il Regno d'Italia. Lo Stato della Chiesa, complice la protezione francese di Napoleone III, è annesso al nuovo Regno solo nel 1870. Così Gavignano, come gli altri centri grandi e piccoli dello Stato Pontificio, diviene Comune autonomo dell'Italia unita. Il primo sindaco del paese, nelle nuove vesti di Comune del Regno d'Italia, è Francesco Baiocchi.
Nel 1909-1910 si realizza la seconda strada di collegamento con il paese. Scoppia la prima guerra mondiale, il tributo di sangue che i gavignanesi danno alla Grande Guerra è notevole. L'elenco dei caduti sui campi di battaglia è riportato in una lapide collocata sulla facciata del palazzo municipale. Nel 1952 c'è l'inaugurazione del monumento ai Caduti, posto nell'omonima piazza antistante il Palazzo Baronale.
Nel 1922, insieme ad altri paesi della zona, Gavignano è fornito di energia elettrica. Negli stessi anni partecipa al Consorzio per l'Acquedotto del Simbrivio. Tale adesione è determinante per la dotazione, nel 1932, di acqua potabile. Gli anni Trenta sono decisivi per il cambiamento economico e sociologico dei cittadini. La causa scatenante deriva dalla vicina cittadina di Colleferro, dove la Società Bombrini Parodi Delfino (BPD) aumenta le produzioni. Di conseguenza gli stabilimenti assumono nuove maestranze ed i nostri contadini si trasformano in operai, migliorando notevolmente le loro condizioni di vita. La ricostruzione del dopoguerra favorisce l'estensione delle attività industriali a nuovi settori produttivi. Cosa che incrementa il benessere delle popolazioni limitrofe.
Durante il secondo conflitto mondiale, i bombardamenti si concentrano soprattutto sulle contrade di campagna. Oltre ai soldati morti e dispersi ci sono anche vittime civili. Al contrario, il paese non subisce danni materiali. Né durante il conflitto né durante l'occupazione tedesca e neppure al momento del passaggio dell'esercito degli alleati.

## Monumenti e luoghi d'interesse

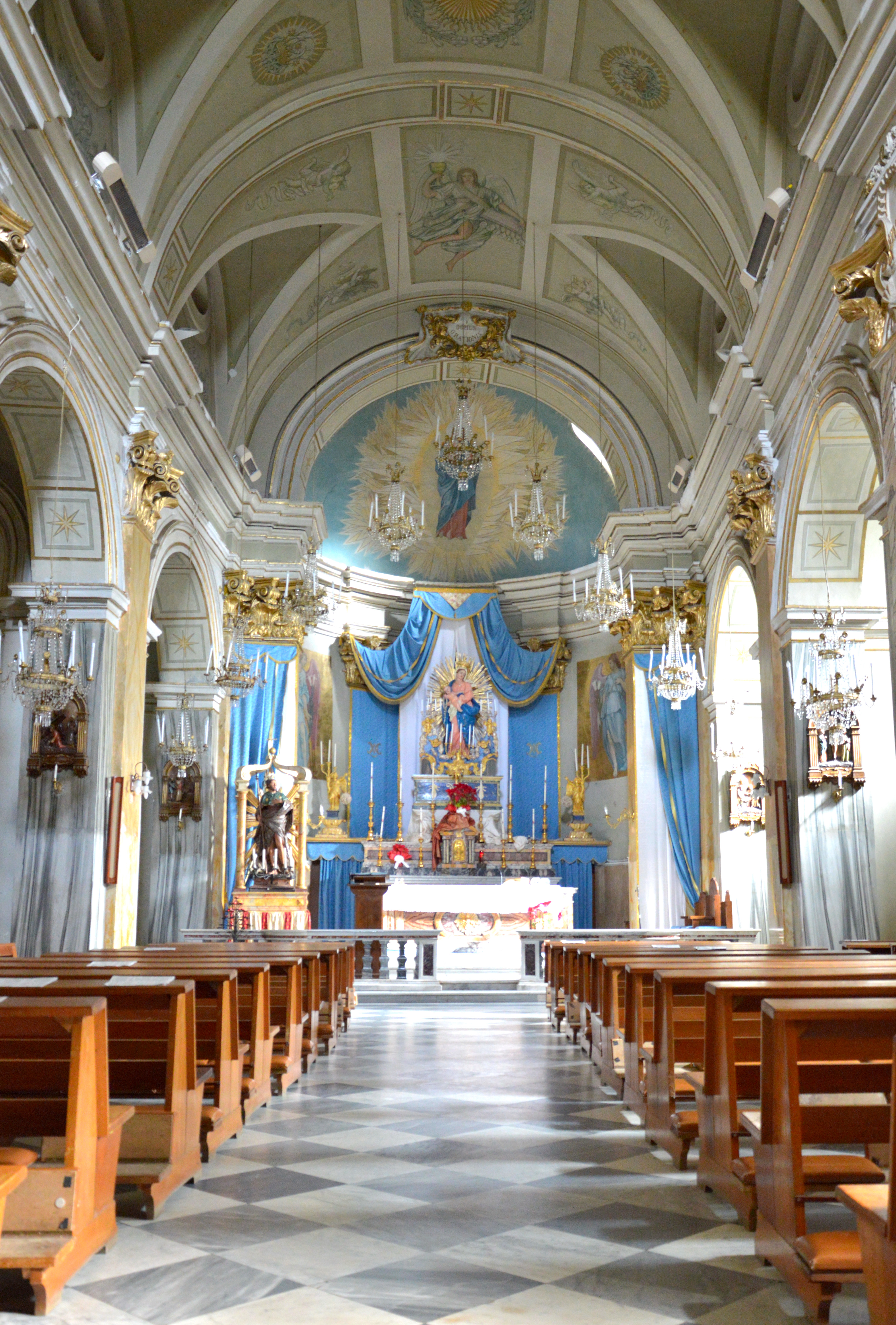
Chiesa parrocchiale di Santa Maria Assunta

### Architetture religiose
- Chiesa parrocchiale di Santa Maria Assunta
- Chiesa di San Rocco

Il 3 ottobre 1679, dopo che una grave epidemia di peste aveva causato ben 94 decessi, la popolazione gavignanese si rivolse alla Madonna affinché intercedesse ed il morbo cessò. Dal quel momento si decise di celebrare ogni anno nella Chiesa di San Rocco la festa in ricordo di tale avvenimento. Questo particolare culto si arricchì poi nel tempo di innumerevoli altri casi miracolosi, su tutti l’evento del 9 luglio 1796, il «movimento meraviglioso degli occhi» ed infine la grazia ricevuta durante il conflitto mondiale. Il popolo gavignanese ringraziò per essere uscito indenne dalla guerra con una solenne cerimonia nel 1945. Per l’occasione sedette all’organo il Maestro don Lorenzo Perosi, attorno a lui una schola cantorum locale formatasi in quell’anno; venne eseguita la Secunda Missa Pontificalis ed il Maestro di Tortona, frequentatore assiduo del paese, rese omaggio a suo modo componendo il nuovo Inno «Alla Vergine delle Grazie».

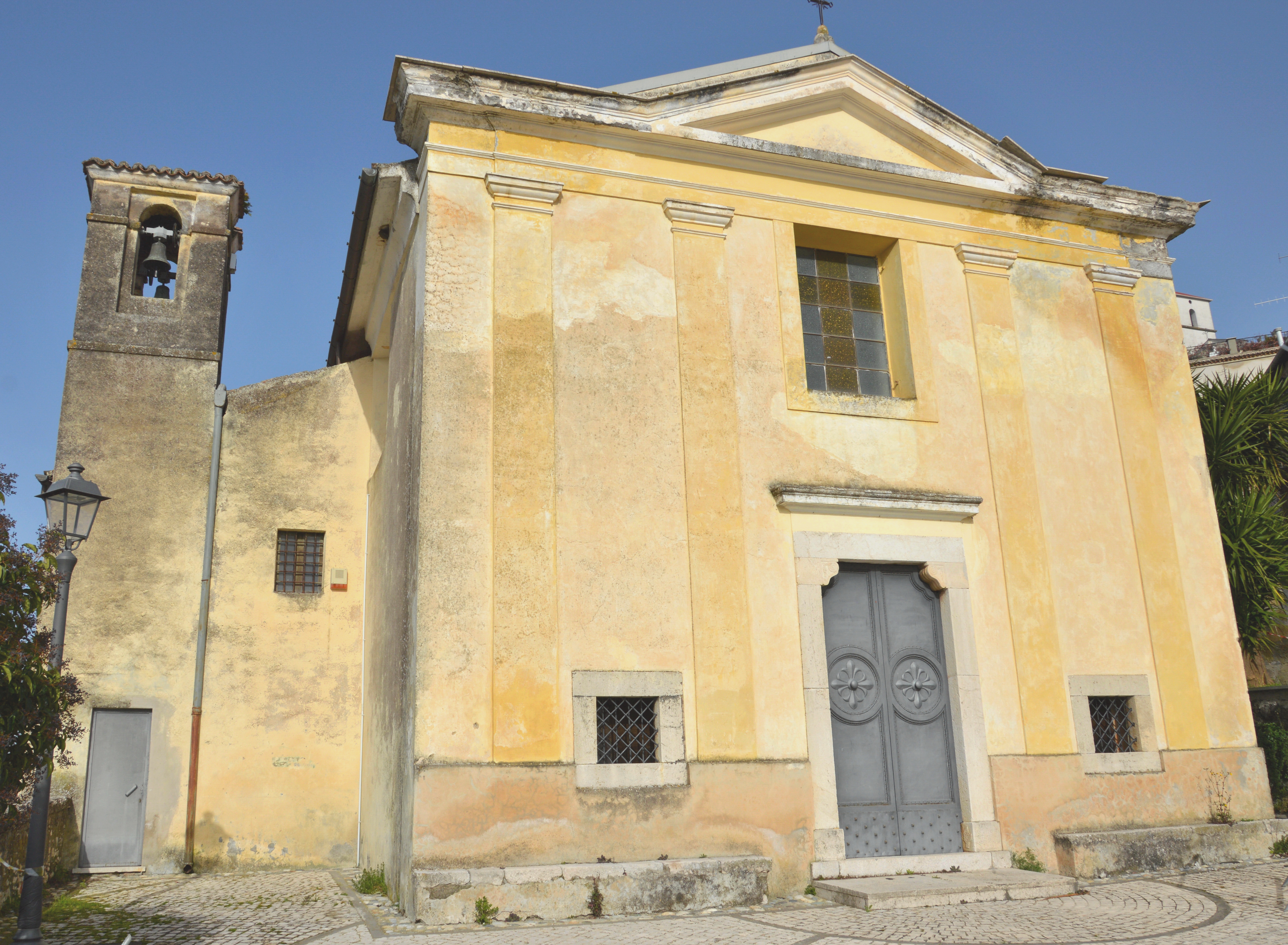
Chiesa di San Rocco

La Chiesa di San Rocco, dopo il voto del 1679, divenne così custode del culto mariano locale e degli eventi religiosi ad esso annessi.
Realizzata a pianta bipartita, la Chiesa è dotata di due cappelle, quella di sinistra dedicata alla Madonna delle Grazie e quella di destra a San Rocco (patrono di Gavignano).
Le due statue sono collocate in apposite nicchie. Nel corso del tempo, all'edificio vengono apportate alcune modifiche: nei primi anni del secolo XVIII viene innalzato un modesto campanile e sistemata la sacrestia; nel 1736 viene ristrutturata la cappella della Madonna e nel 1854 modificato l'interno.
Una vera trasformazione si verifica nel 1907 su iniziativa dell'Arciprete Francesco Sinibaldi. La superficie della chiesa viene raddoppiata, la cappella e l'altare della Madonna abbelliti con marmi pregiati. La chiesa siffatta corrisponde a quella attuale.
- Chiesa del Calvario

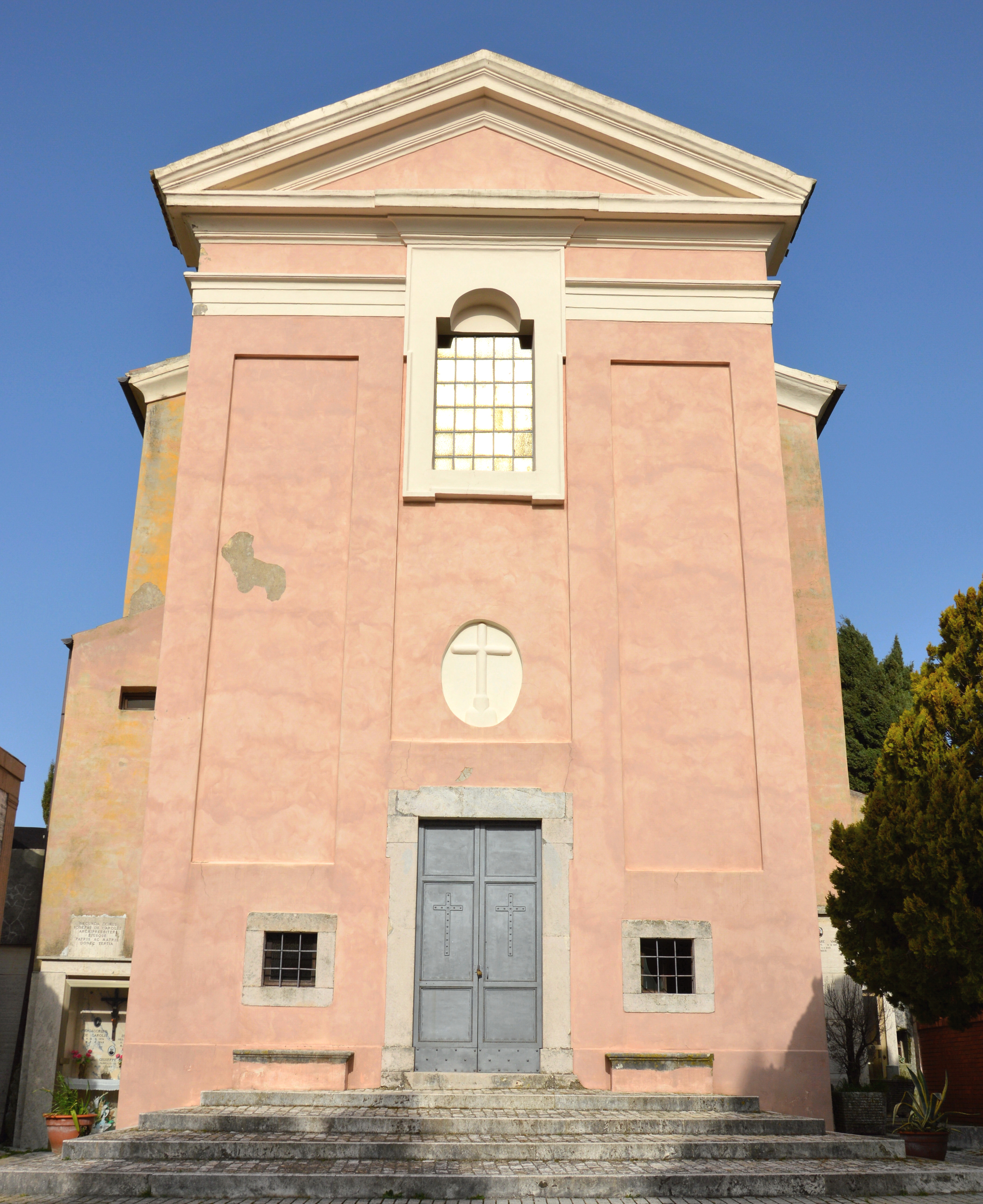
Chiesa del Calvario

La "Chiesa del Calvario", consacrata nel 1763, è realizzata su pianta a croce greca.
Inizialmente venne dotata di un solo altare, sopra il quale è posta la tela della Crocifissione.
Nel 1837 vengono aggiunte due cappelle laterali, dedicate alle Sante Filomena e Rosalia.
La costruzione del cimitero, realizzata nel 1826 ai lati e nel retro dell'edificio, non comporta limitazioni nell'uso della chiesa, tanto che nel 1894 l'edificio viene ampliato e affrescato nella volta con i simboli più significativi della Passione, mentre sull'altare viene dipinto lo stemma del Pontefice Leone XIII.
Negli anni Cinquanta, la necessità di ampliare ulteriormente il cimitero ha portato all'abbandono della chiesa.
L'imponente opera di recupero avviata nei primi anni del XXI secolo ha portato alla nuova configurazione e riapertura al pubblico nel 2008.
- Chiesa di Sant'Antonio
- Chiesa di San Donato
- L'ex abbazia benedettina di Rossilli su resti villa romana, oggi proprietà privata.

Il complesso monumentale di Rossilli, sito alle pendici della collina, si erge sull'antica via Latina, arteria di collegamento fra Roma e Capua.
Originariamente lo stabile nasce come punto di sosta per carovanieri e viaggiatori. In età repubblicana la villa diviene certamente di proprietà della famiglia Ordeoni, che ne detiene il possesso fino alla guerra civile.
Non ben definita è la proprietà di Rossilli durante il periodo imperiale e tardo imperiale. Suggestiva è l'ipotesi che vede proprietaria del fondo la gens Julia, in virtù della possibile derivazione del toponimo Rossilli da Rus Julii. Scarne ed insufficienti per una completa elencazione sono le fonti di epoca basso-medioevale.

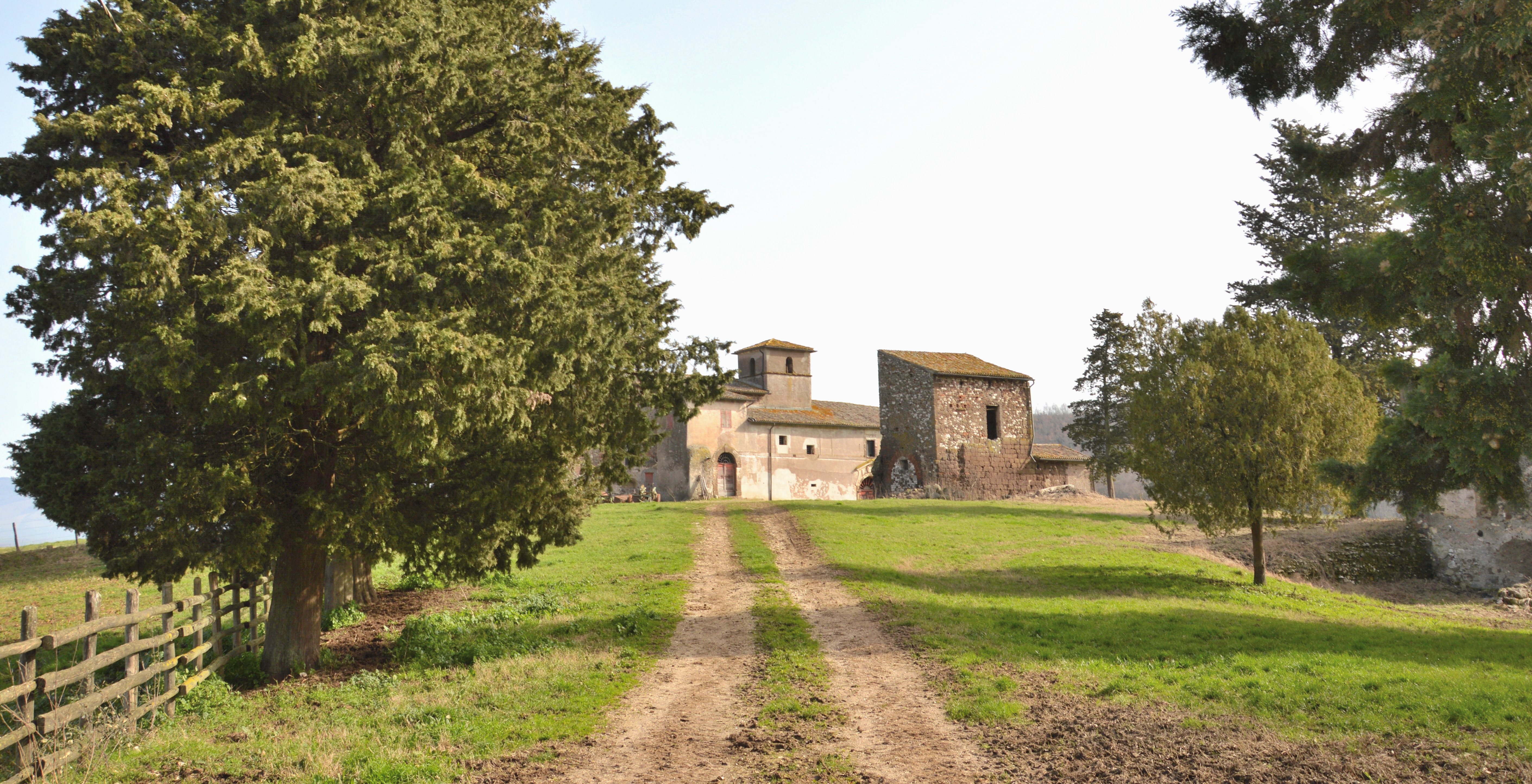
Ex Abbazia di Rossilli

Le prime notizie riguardanti un complesso abbaziale edificato in questo luogo, sono contenute in una bolla del Papa Lucio III, del 2 dicembre 1182. Il monastero benedettino assume una posizione di grande importanza per tutto il comprensorio dell'alta valle del Sacco. Verso la metà del XIII secolo, il complesso subisce un repentino declino dovuto alla diffusione sul territorio di altri ordini monastici. Tra il XV e il XVI secolo si ritiene che la proprietà del fondo passò ai monaci Basiliani di Grottaferrata.
Con il passare dei secoli molteplici sono i personaggi che orbitano attorno al complesso monumentale di Rossilli, dal Cardinale Giuseppe Borgia (XVII) al Cardinale Marcello Crescenzi (XVIII).Le cronache dell'Ottocento vedono l'abbazia di Rossilli comprata all'asta dalla famiglia Tomassi di Segni. L'attuale proprietà e della famiglia Recchia.

### Architetture civili
- Palazzo Baronale, detto Corte

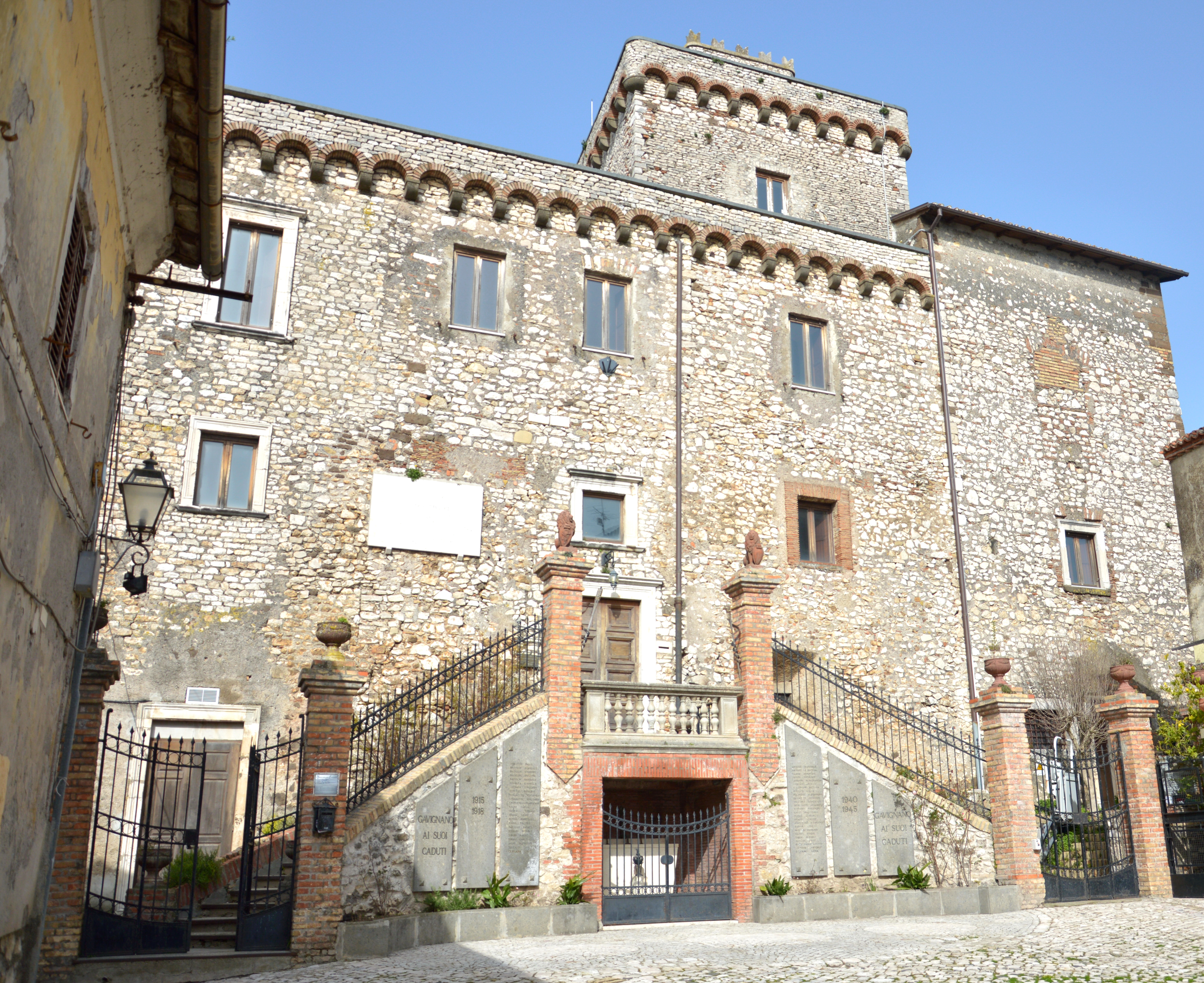
Palazzo Baronale

Il Palazzo Baronale, situato nel punto più alto della collina gavignanese, con ogni probabilità è stato realizzato dai Conti di Segni, proprietari di vasti possedimenti territoriali. Uno dei loro discendenti nato in questo stesso palazzo nel 1160 diventerà il celebre Pontefice Innocenzo III.
Dopo la distruzione del 1495, l'edificio ha subito trasformazioni notevoli che hanno lasciato una minima traccia dell'originaria struttura. Diviene un vero castello-residenza: forma quadrata, cortile, ampi saloni, alloggi per la servitù, numerose stanze. Una generale ristrutturazione dell'edificio è avviata alla fine del XV secolo ad opera del nuovo feudatario, il Cardinale Pietro Aldobrandini. In particolare si segnala l'inversione della facciata principale, con l'ingresso del palazzo in posizione più elevata rispetto al livello della piazza.

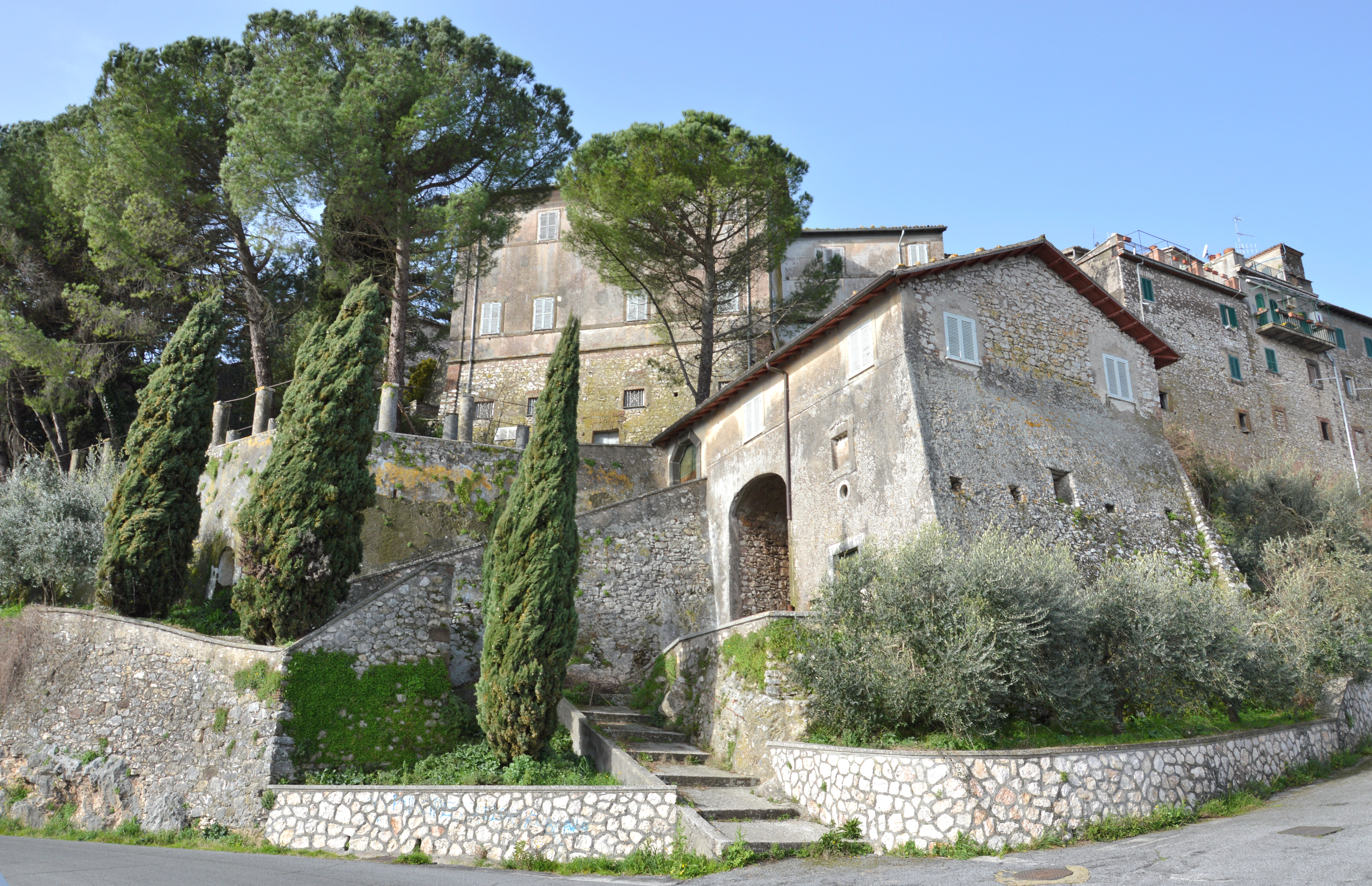
Palazzo Traietto

Gli interventi più recenti vengono effettuati nel XX secolo con lo scopo di restituire al palazzo l'antico aspetto medievale: viene innalzata la torretta e realizzata la merlatura.
Nel 1920, il Palazzo Baronale diventa la Casa-madre delle Pie Operaie e centro propulsore di molte attività. Nel 1990, dopo l'abbandono dell'edificio da parte delle suore, il castello resta disabitato e solo di recente è stato riutilizzato per lo svolgimento di alcune attività, quali: prove teatrali, congressi, prove musicali e altre manifestazioni socio-culturali. Dal Giugno 2007 quattro delle sue stanze ospitano il Museo della Civiltà Contadina.
- Palazzo Traietto, edificato dai Signori di Anagni

## Società

### Evoluzione demografica
Abitanti censiti

## Sport
- A.S.D. Vis Gavignano 5 (la squadra maschile ha militato nel campionato regionale LND Lazio di Serie C1. La squadra femminile ha militato nel campionato provinciale AICS Frosinone. Fine attività: 8 ottobre 2017).
- A.S.D. Gavignano Calcio (la squadra milita nel campionato regionale LND Lazio di Terza Categoria)
- A.S.D. Atletico Gavignano Calcio a 5 (la squadra milita nel campionato regionale LND Lazio di Serie C2)
- A.S.D. UISP Gavignano